# محمد محمود شعبان
محمد محمود شعبان أو كما اشتهر بابا شارو إذاعي مصري بزغ نجمه مع تقديم أحاديث الأطفال والبرامج الدرامية والغنائية في الإذاعة المصرية. وهو من مواليد الإسكندرية في 21 سبتمبر 1912. وتوفي في 10 يناير 1999.

## تاريخه وعمله الإذاعي
ولد محمد محمود شعبان في حي الرمل بالإسكندرية وهو أكبر الأبناء لوالده محمود شعبان سلامة والذي كان يعمل في مجال المقاولات وكان من أشهر المقاولين في عصره وكان يهدف لدخول ابنه كليه الحقوق أسوة بالزعيم سعد زغلول ولكن كانت إرادة الله في دخوله كلية الآداب وتخرج محمد محمود شعبان في قسم الدراسات اليونانية واللاتينية بكلية الآداب جامعة فؤاد الأول عام 1939، ثم التحق بالإذاعة فور تخرجه بتزكية من د. طه حسين عميد كلية الآداب في تلك الفترة وأستاذه. حيث عمل بالإذاعة كمقدم برامج ومذيع وكان سبب عمله ببرامج الأطفال هو غياب مقدم البرنامج فتم تكليفه بالحلقة وحدثت غلطة مطبعية فبدلا من كتابة بابا شعبان تم كتابة بابا شارو في الورق الذي يقرأه المذيع وبعد إذاعة الحلقة أحبه الناس والأطفال وتم تكليفه ببرنامج الأطفال بالإضافة للبرامج الدرامية والغنائية والصور الموسيقية وأشهرها: «عيد ميلاد أبو الفصاد» و«أصل الحكاية الدندرمة» و«الراعي الأسمر» و«عذراء الربيع جلنار». قدم أحاديثه للأطفال على مدار 20 عاما من عام 1940 ـ 1960  وقدم مع طاهر أبو فاشا ألف حلقة من حكايات ألف ليلة وليلة كبرنامج إذاعي قام ببطولته العديد من أشهر الممثلين كان أبرزهم زوزو نبيل في دور شهرزاد، كما قدم 300 حلقة درامية من كتاب «الأغاني» للأصفهاني، وله عدد كبير من البحوث والدراسات في فروع الفن الإذاعي المختلفة.
كما عمل محمد محمود شعبان أستاذا في كلية الإعلام بجامعة الملك عبد العزيز بالسعودية، قسم الإذاعة والتلفزيون من عام 1978 إلى عام 1981 .